# فسنجون
الفسنجون هي أكلة عراقية، ذات أصل إيراني، تُطبخ في بعض المدن العراقية كمدينة النجف، ويتم تحضيرها غالبًا وقت الغداء، وهي أكلة عبارة عن مرق يؤكل مع الرز.

## نبدة
اُختلفت الآراء حول أصل الفسنجون، فهناك من قال بأن أصلها فارسي-تركي، وهناك من قال بأن أصلها هندي واستحدثها المطبخ الإيراني، ومن ثم دخلت إلى العراق مطلع القرن 20، حيث جائت من أكلة فسنجان الإيرانية، باِختلاف طريقة طبخها من بَلد إلى آخر.
ودخلت إلى العراق عن طريق العوائل الأجنبية الوافدة إلى البلاد، بالأخص إلى المدن الدينية، التي يتمزج مجتمعاتها بثقافات مختلفة نتيجة كثرة ورود وسكن الزائرين من بلُدان مختلفة فيها للأغراض الدينية، كمدينة النجف، أكبر المدن الدينية في العراق، التي اختصت بهذه الأكلة حتى صارت من الأكلات السائدة على المائدة النجفية، وقد تُطبخ كذلك في مدن أخرى، ككربلاء، والكاظمية أيضًا، وتُحضر في العديد من المناسبات الدينية بشكل كثير، وتُعَد من الأكلات الرمضانية المهمة على سفرة الإفطار.

## مكونات
تحضّر عادةً من :
 مكونات أولية 
- 1- الدجاج.
- 2- دبس الرمان.
- 3- الراشي.
- 4- ملح الطعام.
- 5- زيت الزيتون.

 مكونات ثانوية 
- 1- لُب جوز مُكسر.
- 2- بصل.
- 3- كركم.
- 4- قرفة مطحونة.
- 5- زبدة.

وممكن أن تضاف مكونات ثانوية أخرى.
ويُستغرق تحضيرها من 40 دقيقة إلى ساعة.
والمتُعارف عليه أنها تُطبخ مع الأرز وتؤكل كوجبة غداء.

## السعرات
تحتوي وجبة الفسنجون (380غ تقريبًا) على المعلومات الغذائية التالية:
- السعرات الحرارية: 535
- الدهون: 24
- الدهون المشبعة: 2
- الكوليسترول: 40
- الكاربوهيدرات: 58
- البروتينات: 22